# Bistum Grosseto
Das Bistum Grosseto (lat.: Dioecesis Grossetana, ital.: Diocesi di Grosseto) ist eine in Italien gelegene römisch-katholische Diözese mit Sitz in Grosseto.

## Geschichte
Das Bistum wurde am 9. April 1138 durch Papst Innozenz II. mit der Apostolischen Konstitution Sacrosancta Romana Ecclesia errichtet. Es ist dem Erzbistum Siena-Colle di Val d’Elsa-Montalcino als Suffraganbistum unterstellt.
Am 19. Juni 2021 verfügte Papst Franziskus die Vereinigung des Bistums Grosseto in persona episcopi mit dem Bistum Pitigliano-Sovana-Orbetello. Bischof der so vereinigten Bistümer wurde der bisherige Bischof von Pitigliano-Sovana-Orbetello, Giovanni Roncari OFMCap, dem 2024 Bernardino Giordano nachfolgte.

## Siehe auch

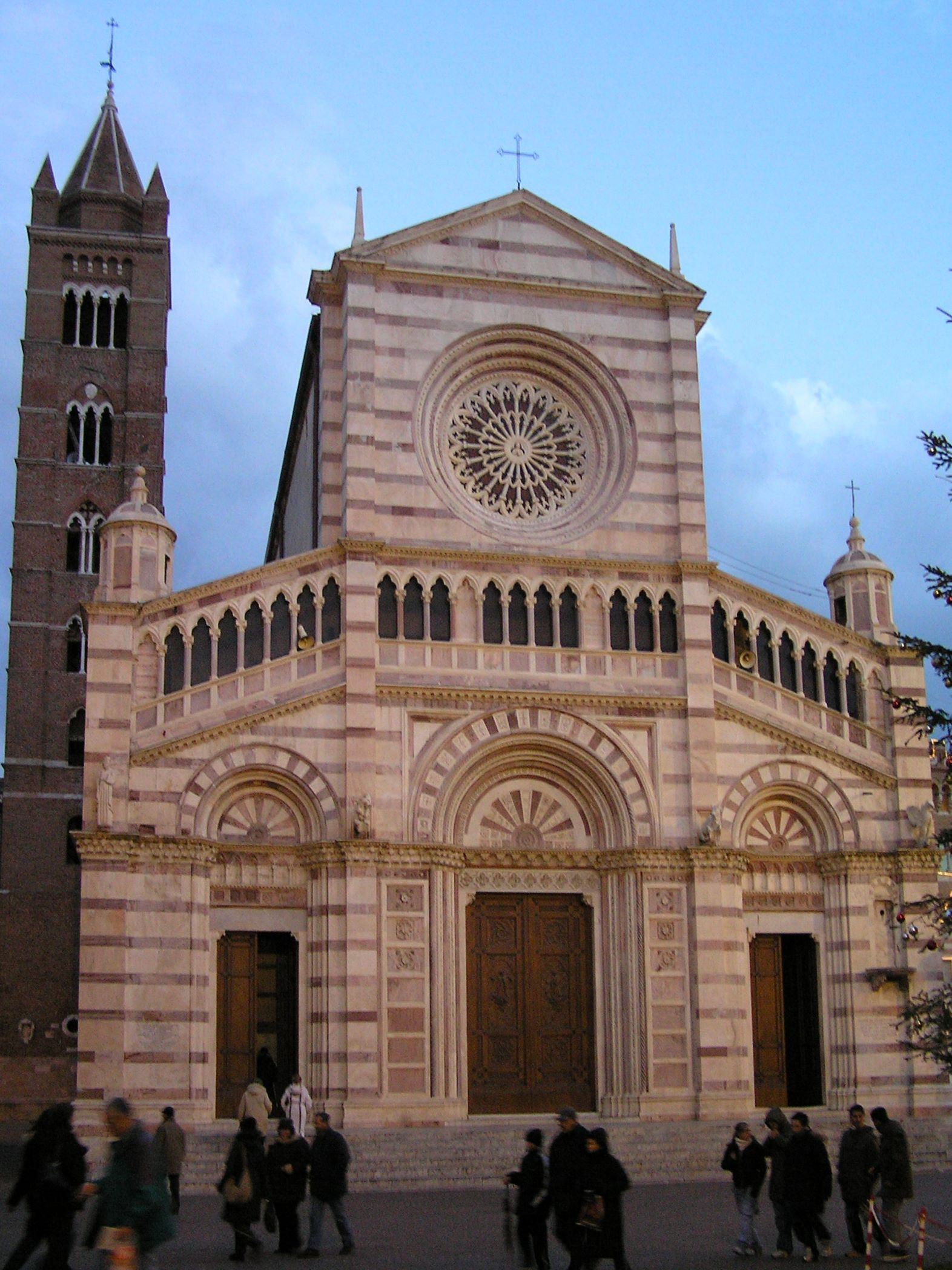
Kathedrale San Lorenzo in Grosseto